# Трифон Саралиев
Трифон Минчев Саралиев е деятел на БРП (к), един от организаторите на бунт в Килифарево през юни 1923 г.
Трифон Саралиев е роден на 1 май 1888 г. в село Килифарево. Образование получава в Земеделското училище в село Образцов чифлик, Русенско. Сега училището е Институт по земеделие и семезнание „Образцов чифлик“. Висше образование завършва като агроном в град Костенкайбург, Австрия. Оформя социалистическите си политически възгледи в местата, където учи. Занимава се с разобличаване на местната буржоазна класа и управниците, като не пропуска и баща си, който като привърженик на БЗНС, от която е бил кмет и общински съветник, между другото въртял кръчмарство и търговия.
Трифон Саралиев взима участие и в Първата световна война. Като юнкер в казармата е командир в окопите на фронта. Той е на служба близо осем години. По време на войната е на Южния фронт като командир на тежка батарея. Печели уважението на подофицерите и войниците с естественото и непринудено държане, като с равни.
Сътрудник е на ЦК на БРП по аграрните въпроси и е последовател на Димитър Благоев, Георги Кирков, Георги Димитров и Васил Коларов.
Той се явява като един от предводителите в региона на въоръжено въстание против деветоюнския държавен преврат от 1923 г. Тогава превратаджиите от Сговора отстраняват и законно избраното местно управление от Килифаревската комуна и въоръженото въстание избухва с пълна сила. На 10 юни при общоселски митинг, свикан против обявената от превратаджийте мобилизация на мъжкото население, е взето решение за курс към въоръжено въстание. Към митинга се присъединяват и стотици хора от съседните селища, дошли на пазарния ден. Трифон Саралиев е избран за главнокомандващ на въстаническите сили. В местността Мочура са подготвени окопи и бойна позиция за даване на отпор на очакваните войски на превратаджиите. След тежки сражения, поради изчерпване на боеприпасите, на въстаниците са налага да се насочат към селото, при което между другите е убит и Трифон Саралиев на 12 юни 1923 г.
В родната къща на Трифон Саралиев сега се помещава Регионалният исторически музей в града.